# Championnats du monde de gymnastique artistique 1983
Navigation
Édition précédente Édition suivante
Les 22e championnats du monde de gymnastique artistique ont eu lieu à Budapest.

## Résultats hommes

### Concours par équipes
| 1st | Chine | Tong Fei            | 591.450 |
| 1st | Chine | Li Ning             | 591.450 |
| 1st | Chine | Lou Yun             | 591.450 |
| 1st | Chine | Xu Zhiquiang        | 591.450 |
| 1st | Chine | Li Xiaoping         | 591.450 |
| 1st | Chine | Li Yuejiu           | 591.450 |
| 2nd | USSR  | Dmitry Bilozerchev  | 591.350 |
| 2nd | USSR  | Artur Akopian       | 591.350 |
| 2nd | USSR  | Alexander Pogorelov | 591.350 |
| 2nd | USSR  | Vladimir Artemov    | 591.350 |
| 2nd | USSR  | Yuri Korolev        | 591.350 |
| 2nd | USSR  | Bohdan Makuts       | 591.350 |
| 3rd | Japon | Koji Gushiken       | 588.850 |
| 3rd | Japon | Koji Sotomura       | 588.850 |
| 3rd | Japon | Nobuyuki Kajitani   | 588.850 |
| 3rd | Japon | Mitsuake Watanabe   | 588.850 |
| 3rd | Japon | Noritoshi Hirata    | 588.850 |
| 3rd | Japon | Shinji Morisue      | 588.850 |

### Concours général individuel
| 1st | Dmitry Bilozerchev (URS) | 119.200 |
| 2nd | Koji Gushiken (JPN)      | 118.425 |
| 3rd | Lou Yun (CHN)            | 118.150 |
| 3rd | Arthur Akopian (URS)     | 118.150 |

### Finales par engins

#### Sol
| 1st | Tong Fei (CHN)           | 19.900 |
| 2nd | Dmitry Bilozerchev (URS) | 19.875 |
| 3rd | Li Ning (CHN)            | 19.800 |

#### Cheval d'arçon
| 1st | Dmitry Bilozerchev (URS) | 20.000 |
| 2nd | Li Xiaoping (CHN)        | 19.950 |
| 2nd | Gyorgy Guczoghy (HUN)    | 19.950 |

#### Anneaux
| 1st | Koji Gushiken (JPN)      | 19.925 |
| 1st | Dmitry Bilozerchev (URS) | 19.925 |
| 3rd | Li Ning (CHN)            | 19.900 |

#### Saut
| 1st | Arthur Akopian (URS) | 19.875 |
| 2nd | Li Ning (CHN)        | 19.850 |
| 3rd | Bernd Jensch (GDR)   | 19.825 |

#### Barres parallèles
| 1st | Lou Yun (CHN)          | 19.950 |
| 1st | Vladimir Artemov (URS) | 19.950 |
| 3rd | Tong Fei (CHN)         | 19.850 |
| 3rd | Koji Sotomura (JPN)    | 19.850 |

#### Barre fixe
| 1st | Dmitry Bilozerchev (URS)  | 19.850 |
| 2nd | Philippe Vatuone (FRA)    | 19.825 |
| 2nd | Aleksandr Pogorelov (URS) | 19.825 |

## Résultats femmes

### Concours par équipe
| 1st | USSR               | Olga Bicherova         | 393.450 |
| 1st | USSR               | Tatiana Frolova        | 393.450 |
| 1st | USSR               | Natalia Ilienko        | 393.450 |
| 1st | USSR               | Olga Mostepanova       | 393.450 |
| 1st | USSR               | Albina Shishova        | 393.450 |
| 1st | USSR               | Natalia Yurchenko      | 393.450 |
| 2nd | Roumanie           | Lavinia Agache         | 392.100 |
| 2nd | Roumanie           | Mirela Barbalata       | 392.100 |
| 2nd | Roumanie           | Laura Cutina           | 392.100 |
| 2nd | Roumanie           | Simona Renciu          | 392.100 |
| 2nd | Roumanie           | Mihaela Stanulet       | 392.100 |
| 2nd | Roumanie           | Ecaterina Szabo        | 392.100 |
| 3rd | Allemagne de l'Est | Maxi Gnauck            | 389.250 |
| 3rd | Allemagne de l'Est | Gabriele Fahnrich      | 389.250 |
| 3rd | Allemagne de l'Est | Astrid Heese           | 389.250 |
| 3rd | Allemagne de l'Est | Diana Morawe           | 389.250 |
| 3rd | Allemagne de l'Est | Silvia Rau             | 389.250 |
| 3rd | Allemagne de l'Est | Bettina Schieferdecker | 389.250 |

### Concours général individuel
| 1st | Natalia Yurchenko (URS) | 79.350 |
| 2nd | Olga Mostepanova (URS)  | 79.000 |
| 3rd | Ecaterina Szabo (ROU)   | 78.975 |

### Finales par engins

#### Saut
| 1st | Boriana Stoyanova (BUL) | 19.825 |
| 2nd | Lavinia Agache (ROU)    | 19.800 |
| 2nd | Ecaterina Szabo (ROU)   | 19.800 |

#### Barres asymétriques
| 1st | Maxi Gnauck (GDR)     | 19.925 |
| 2nd | Lavinia Agache (ROU)  | 19.800 |
| 2nd | Ecaterina Szabo (ROU) | 19.800 |

#### Poutre
| 1st | Olga Mostepanova (URS) | 19.775 |
| 2nd | Hana Ricna (TCH)       | 19.750 |
| 3rd | Lavinia Agache (ROU)   | 19.675 |

#### Sol
| 1st | Ecaterina Szabo (ROU)   | 19.975 |
| 2nd | Olga Mostepanova (URS)  | 19.900 |
| 3rd | Boriana Stoyanova (BUL) | 19.850 |

## Tableau des médailles
| Rang | Nation             | Or | Argent | Bronze | Total |
| ---- | ------------------ | -- | ------ | ------ | ----- |
| 1    | URSS               | 9  | 5      | 1      | 15    |
| 2    | Chine              | 3  | 2      | 4      | 9     |
| 3    | Roumanie           | 1  | 5      | 2      | 8     |
| 4    | Japon              | 1  | 1      | 2      | 4     |
| 5    | Allemagne de l’Est | 1  | 0      | 2      | 3     |
| 6    | Bulgarie           | 1  | 0      | 1      | 2     |
| 7=   | France             | 0  | 1      | 0      | 1     |
| 7=   | Hongrie            | 0  | 1      | 0      | 1     |
| 7=   | Tchécoslovaquie    | 0  | 1      | 0      | 1     |